# Carolyn Jones
Carolyn Sue Jones (Amarillo, Texas, 28 de abril de 1930-West Hollywood, 3 de agosto de 1983) fue una actriz estadounidense. Es recordada por haber interpretado a Morticia Addams en la serie The Addams Family (1964).

## Biografía y carrera
Carolyn comenzó su carrera cinematográfica en la década de 1950, ya a finales de esta había logrado el reconocimiento con una candidatura al Oscar a la mejor actriz de reparto por The Bachelor Party (1957) y un Globo de Oro como una de las actrices prometedoras de 1959. Su carrera cinematográfica continuó durante algunos años, y en 1964 empezó a interpretar el papel de Morticia Addams en la serie de televisión The Addams Family, recibiendo una nominación al Golden Globe Award por su trabajo.
Cuando Carolyn tenía tres años su padre abandonó a su esposa y a sus dos hijos. Desde pequeña se vio afectada por el asma, pero siempre supo que quería ser actriz. En la década de 1940 fue aceptada en una escuela de actuación en Pasadena. Más tarde, durante la década de 1950 Carolyn participó en varias películas al lado de actores como Elvis Presley y Frank Sinatra, entre otros.
Algunos de sus más notorios trabajos los realizó en esa década, en clásicos como: House of Wax, (1953, André de Toth), junto con Vincent Price; King Creole (1956), junto con Elvis Presley; La noche de los maridos (1957, Delbert Mann) entre un reparto de secundarios formado por Don Murray y E.G. Marshall entre otros; A Hole in the Head, (1959, Frank Capra) junto con Sinatra, Edward G. Robinson y Eleanor Parker; El último tren de Gun Hill (1959, John Sturges), al lado de Kirk Douglas; Imperio de titanes (1960, Vincent Sherman); e incluso fue aspirante a un Óscar por su participación de seis minutos en la película The bachelor party. Durante ese período Carolyn filmó varias películas que le granjearon fama y reconocimiento, pero no fue sino en 1964 cuando interpretó al personaje que le dio fama mundial: Morticia Addams, en The Addams Family, que solo se emitió dos años, pero que fue un éxito mundial en las repeticiones que de ella se hicieron desde la década de 1970.
Posteriormente su carrera empezó a declinar, aunque tuvo algunas participaciones especiales en otras series de televisión, entre las que se destaca  La mujer maravilla, la cual asumió el rol de Hippolyta, reina de las Amazonas y la miniserie Raíces en 1977.

## Últimos años y muerte
Jones obtuvo el papel de la matriarca política impulsora del poder, Myrna Clegg, en la telenovela Capítol, producida por la CBS en 1981. Al año siguiente, poco después de que Capitol se estrenara, fue diagnosticada con cáncer colorrectal, por lo que realizó varias de sus escenas sentada en una silla de ruedas. El cáncer se propagó rápidamente a su hígado y estómago. A pesar del dolor, terminó de grabar la primera temporada.
Incluso después de que le diagnosticaran el cáncer, Jones continuó trabajando mientras le decía a sus colegas que estaba siendo tratada por úlceras. Solía llevar un gorro de encaje puesto con cinta para ocultar la pérdida de su cabello por la quimioterapia. Después de un período de aparente remisión, su enfermedad regresó en 1982. En septiembre de ese año, al darse cuenta de que estaba muriendo, decidió casarse con quien había sido su novio durante cinco años, el actor Peter Bailey-Britton. 
En julio de 1983, cayó en coma en su casa ubicada en West Hollywood, California, donde murió el 3 de agosto de 1983 a los 53 años de edad. Su cuerpo fue cremado el 4 de agosto y se llevó a cabo un servicio conmemorativo en Glasband-Willen Mortuary en Altadena, California, el 5 de agosto. Sus cenizas fueron sepultadas en la cripta de su madre dentro de Melrose Abbey Memorial Park & Mortuary con ubicación en Anaheim, California. Ella donó su traje y la peluca que utilizó para personificar a Morticia a la Academia de Artes y Ciencias Cinematográficas, mientras que Bailey-Britton donó una colección de guiones de The Addams Family a la Universidad de California en Los Ángeles.

## Premios y distinciones
Premios Óscar
| Año  | Categoría               | Película                | Resultado |
| ---- | ----------------------- | ----------------------- | --------- |
| 1958 | Mejor actriz de reparto | La noche de los maridos | Nominada  |